# Téo Bastien
Pour les articles homonymes, voir Bastien.
Téo Bastien, né le 3 octobre 2002 à Saint-Denis à La Réunion, est un athlète français spécialiste des épreuves combinées.

## Biographie
Champion de France cadet de l'heptathlon en 2019, il décroche dans cette discipline le titre national junior en 2021, puis remporte au décathlon la médaille de bronze des championnats d'Europe juniors 2021 à Tallinn en totalisant 7 722 pts. 
Il devient champion de France espoir de l'heptathlon en 2022, et se classe deuxième des championnats de France en salle 2023, derrière Makenson Gletty.
Il est sacré champion de France de l'heptathlon aux Championnats de France d'athlétisme en salle 2025 à Miramas.

## Palmarès
| Date | Compétition                        | Lieu    | Résultat | Épreuve         | Performance |
| ---- | ---------------------------------- | ------- | -------- | --------------- | ----------- |
| 2021 | Championnats d'Europe juniors      | Tallinn | 3e       | Décathlon (U20) | 7 722 pts   |
| 2024 | Championnats d'Europe d'athlétisme | Rome    | 16e      | Décathlon       | 7 845 pts   |

| Date | Compétition                     | Lieu    | Résultat | Épreuve    | Résultats |
| ---- | ------------------------------- | ------- | -------- | ---------- | --------- |
| 2023 | Championnats de France en salle | Aubière | 2e       | Heptathlon | 5 744 pts |
| 2025 | Championnats de France en salle | Miramas | 1er      | Heptathlon | 6 026 pts |